# Karl Ludwig von Woltmann
Karl Ludwig Woltmann, ab 1805 von Woltmann, (* 9. Februar 1770 in Oldenburg; † 19. Juni 1817 in Prag) war ein deutscher Historiker, Autor und Diplomat. Seine Frau Karoline von Woltmann (geb. Stosch, 1782–1847) war ebenfalls schriftstellerisch tätig.

## Leben
Woltmann war der Sohn von Johann Woltmann (1727–1809) und Karoline Dorothea geb. Ambrust († 1776). Er wuchs in Oldenburg auf, wo sein Vater Hauslehrer und Privatsekretär des dänischen Statthalters Graf Lynar war, und besuchte dort ab 1781 das Gymnasium. Mit den fast gleich alten Gerhard Anton Hermann Gramberg und Albrecht Ludwig von Berger bestanden zu dieser Zeit Freundschaften. Weiteren Kontakt hatte Woltmann zu Gerhard Anton von Halem und Friedrich Leopold zu Stolberg-Stolberg.
Ab 1788 studierte er Jura und Geschichte an der Universität Göttingen und lernte dort Friedrich und August Wilhelm Schlegel, Alexander von Humboldt und Gottfried August Bürger kennen. In Göttingen begann er, historische Schriften zu verfassen. Im Frühjahr 1792 kehrte er ohne Studienabschluss nach Oldenburg zurück und hielt am örtlichen Gymnasium Vorlesungen über deutsche Geschichte. Noch im gleichen Jahr wurde er in die Literarische Gesellschaft Oldenburgs aufgenommen. Im Frühjahr 1793 ging er nach Göttingen zurück und gab dort Privatunterricht, Vorlesungen für Gymnasiasten und war auch literarisch tätig. In dieser Zeit legte er mit seinen Arbeiten der „historischen Belletristik“ den Grundstein zu seiner Entwicklung zu einem „Dichterhistoriker“.
1794 folgte er einem Ruf als außerordentlicher Professor an der philosophischen Fakultät der Universität Jena. In Jena fanden seine Vorlesungen große Resonanz. Daneben setzte er auch seine publizistischen Arbeiten fort und stand mit Friedrich Schiller, Wilhelm von Humboldt, Johann Gottlieb Fichte, Christian Gottfried Schütz und Christoph Wilhelm Hufeland in Kontakt. Mit Johann Wolfgang von Goethe kam es zu einer „Art geselliger Rivalität“. Weiterhin war er mit dem Oldenburger Johann Friedrich Herbart in Kontakt und lernte flüchtig auch Friedrich Hölderlin kennen. Von Schiller wurde Woltmann zur Mitarbeit an den Horen herangezogen. Weiterhin war Woltmann als Autor historiographischer und dichterischer Werke, wie auch als Rezensent der „Allgemeinen Literatur-Zeitung“ tätig. An den von Schiller angeregten Arbeiten an der „Allgemeinen Sammlung historischer Memoires vom 12. Jahrhundert bis auf die neuesten Zeiten“ war er beteiligt. Für einen Plan für eine wissenschaftlich bearbeitete Editionsreihe historischer Dokumente zur deutschen Geschichte des Mittelalters, der allerdings erst ab 1819 unter Heinrich Friedrich Karl vom und zum Stein als „Monumenta Germaniae Historica“ realisiert werden konnte, gilt Woltmann zumindest als Miturheber.

„Woltmann war nämlich ein sehr hübscher, sehr artiger, sehr feiner Mann, ein Held der Damen, ein sehr beliebter Redner, dessen saubrer, norddeutscher Accent – er kam aus Hannover – im Sachsenlande mit sehr viel Vorliebe aufgenommen wurde. Es mag seyn, daß sich zu alle dem etwas Ziererei in sein Wesen gedrängt hatte, kurz Göthe fühlte sich gar oft veranlaßt, ihn aufzuziehn, ihn anzustoßen.

[…]

Woltmann kollidirte in seinen geschichtlichen Vorlesungen mit Schiller, wurde nicht besonders gefördert, und verließ Jena“

Ende Mai 1797 kehrte Woltmann vorübergehend nach Oldenburg zurück und ging dann 1799 schließlich nach Berlin, wo er 1800 als Resident am Preussischen Hof in den diplomatischen Dienst des Landgrafen von Hessen-Homburg eintrat. Kurze Zeit später übernahm Woltmann als Geschäftsträger diese Funktion auch für die Freie Hansestadt Bremen. 1804 kam die Vertretung der Reichsstadt Nürnbergs und des Kurerzkanzlers Karl Theodor von Dalberg hinzu. Von 1805 bis 1810 nahm Woltmann die Funktion als Geschäftsträger dann noch für die drei freien Hansestädte Hamburg, Lübeck und Bremen am preußischen Hof wahr. Ebenfalls 1805 wurde er in den preußischen Adelsstand erhoben.
Auch literarisch war Woltmann in Berlin tätig, gab ab 1800 die Zeitschrift Geschichte und Politik und ab 1813 die Deutschen Blätter heraus.
Als 1813 die Befreiungskriege begannen und im Verlauf des Frühjahrsfeldzugs Berlin von der französischen Armee bedroht wurde, verlor Woltmann seine diplomatischen Stellungen und wich nach Breslau aus. Als die Franzosen weiter vorrückten, verließ er im Sommer 1813 auch Breslau und ging weiter nach Prag. Dort veröffentlichte er weitere literarische Werke, darunter historische Werke, Memoiren und Biographien, erhielt jedoch keine erneute Anstellung im preußischen oder österreichischen Staatsdienst. In Prag verstarb er 1817. Woltmann war Angehöriger des Unitistenordens.

## Wertung
Woltmann galt als geselliger, schöpferischer Mensch, der als Romanschriftsteller und Verfasser von Prosa sowie als Autor eines umfangreichen historischen Werks von Bedeutung ist. In seinem Wirken zählt er zu den Repräsentanten des Übergangs von der Aufklärung zur Romantik. Für die Französische Revolution sowie für den jungen Napoleon Bonaparte empfand er Sympathien. Als Historiker erfüllte er allerdings die in ihn gesetzten Erwartungen nicht, gerade Schiller übte harte Kritik an seinen historischen Arbeiten.

## Nachkommen
Seiner 1805 geschlossenen Ehe mit der Schriftstellerin Karoline geb. Stosch geschiedene Müchler entstammten keine Kinder.

## Schriften (Auswahl)
- Kleine historische Schriften. 2 Teile, Jena 1797.
- Geschichte Frankreichs. Berlin, 1797 f.
- Geschichte Großbritanniens. Berlin, 1799
- Mathilde von Merveld. Ein Roman. 2 Teile, Altenburg 1799.
- Historische Darstellungen. 3 Bde., Altona 1800–1805.
- Das brandenburgische Haus. Berlin 1801.
- Lebensbeschreibungen. Berlin 1806.
- Geschichte des Westfälischen Friedens. 2 Bände, Berlin, 1808–1809.[5]
- Memoiren des Freiherrn von S–a. 2 Bände. Band 2: Prag / Leipzig: Im deutschen Museum, 1815.